# Gunnel Werner (arkeolog)
Gunnel Elisabet Werner, född Ohlsson 21 maj 1941 i Åmål, död 7 maj 1993, var en svensk arkeolog, antikvarie och metallkonservator.
Werner var utbildad arkeolog och kom till Riksantikvarieämbetet 1968. Där lärde hon sig mer om metallkonservering och blev med tiden en auktoritet på området och chef för metallenheten vid Institutionen för konservering (Riksantikvarieämbetet och Statens historiska museer).
Hon deltog i utformningen av konservatorsprogrammet när det startade vid Göteborgs universitet 1985 och i skapandet av Stiftelsen Föremålsvård. Hon har även publicerat en del verk om konserveringsteknik.